# Holly McPeak
Holly McPeak (Manhattan Beach, 15 mei 1969) is een Amerikaanse voormalige beachvolleyballer. Ze maakte haar professioneel debuut in 1987 en was tot 2009 actief. Gedurende haar carrière nam ze deel aan drie opeenvolgende Olympische Spelen en ze won daarbij een bronzen medaille.

## Carrière

### Zaal
McPeak speelde tijdens haar studententijd zaalvolleybal. In eerste instantie kwam ze uit voor UC Berkeley, maar ze stapte later over naar UCLA omdat ze niet met de coach overweg kon. Aan de UCLA behaalde ze haar bachelor in Engelse literatuur. Met de UCLA Bruins – het volleybalteam van de universiteit – won ze in 1990 de NCAA-titel tegen het team van de University of the Pacific.

### Beach

#### 1987 tot en met 1997
McPeak maakte in 1987 op achttien-jarige leeftijd haar professionele beachvolleybaldebuut in de competitie van de WPVA. Met Jill Horning nam ze deel aan de toernooien in Santa Monica en Hermosa Beach – net als het seizoen daarop – en in 1989 speelde ze een wedstrijd met Debbie Black en twee met Megan McCallister. In 1991 deed ze met Bonnie Fisk mee aan twee toernooien, waarna McPeak voor de rest van het seizoen een team vormde met Barbra Fontana. Het duo was actief op veertien toernooien en het beste resultaat was een vierde plaats in Salt Lake City. Het jaar daarop nam McPeak wederom deel aan zestien wedstrijden in de WPVA Tour met verschillende medespelers waaronder Patty Dodd, Rita Crockett en Cammy Ciarelli. Met Crocket werd ze derde in Atlantic City en met Ciarelli herhaalde ze die prestatie in Boulder en Venice Beach. In 1993 behaalde ze bij de AVP Tour – die dat jaar voor het eerst ook voor vrouwen werd georganiseerd – met verschillende partners in totaal elf overwinningen bij zestien toernooioptredens waarvan het gros met Ciarelli. Bij de overige vijf wedstrijden eindigde McPeak tweemaal op plaats twee en driemaal op plaats vier. Het daaropvolgende seizoen vormde ze wederom een team met Ciarelli en wonnen ze vijf van de dertien AVP-toernooien waar ze samen aan deelnamen (San Jose, San Francisco, Chicago, Seal Beach en Hermosa Beach). 
In 1995 speelde McPeak samen met Nancy Reno. Het duo behaalde bij veertien toernooien in de WPVA Tour enkel podiumplaatsen. Ze boekten acht overwinningen (Austin, New Orleans, San Diego, Old Orchard Beach, Portland, Long Beach, Huntington Beach en Kauai), werden vijfmaal tweede (Carolina, Dallas, Hermosa Beach, Grand Haven en Newport) en eindigden eenmaal als derde (Deerfield Beach). Verder debuteerde McPeak aan de zijde van Reno in de FIVB World Tour. Het tweetal nam deel aan zeven internationale toernooien waarvan ze er zes wonnen (Hermosa Beach, Busan, Osaka, Espinho, Bali en Brisbane); in Clearwater werden ze derde. Daarnaast speelde McPeak twee wedstrijden in de mondiale competitie met Angela Rock; in Carolina eindigden ze als negende en in Santos als tweede. Het jaar daarop beachvolleybalde McPeak in de WPVA Tour en in de World Tour aan de zijde van zowel Reno als Lisa Arce. Met Reno deed ze internationaal aan vier reguliere FIVB-toernooien mee met een derde plaats in Hermosa Beach als beste resultaat. Vervolgens namen ze in Atlanta deel aan het eerste beachvolleybaltoernooi op de Olympische Spelen. Het als tweede geplaatste team eindigde als vijfde, nadat ze in de vierde ronde verloren hadden van Natalie Cook en Kerri Pottharst uit Australië en in de herkansing werden uitgeschakeld door hun landgenoten Barbra Fontana en Linda Hanley.
Met Arce speelde ze drie internationale wedstrijden. Het duo won het World Series-toernooi van Busan en in Carolina en Salvador eindigden ze respectievelijk als derde en vierde. In de binnenlandse competitie was McPeak actief op veertien toernooien en boekte ze in totaal acht overwinningen waarvan vier met Reno (New York, Deerfield Beach, Austin en Chicago) en vier met Arce (Carolina, New York, Huntington Beach en Kauai). Bij de overige zes toernooien eindigde ze eenmaal als tweede en vijfmaal als derde. Met Karrie Poppinga behaalde McPeak bij het FIVB-toernooi in Jakarta de vierde plaats. In 1997 vormde McPeak een vast duo met Arce. In de WPVA Tour wonnen ze zeven van de twaalf toernooien (Miami, Deerfield Beach, Austin, San Diego, Dallas, Huntington Beach en East Quogue). Bij de toernooien in Atlantic City en Chicago eindigden ze verder als tweede. Internationaal behaalde het tweetal bij zes reguliere FIVB-wedstrijden enkel podiumplaatsen: twee overwinningen (Pescara en Busan), drie tweede plaatsen (Rio de Janeiro, Marseille en Salvador) en een derde plaats (Melbourne). Daarnaast namen ze in Los Angeles deel aan de eerste wereldkampioenschappen beachvolleybal. Daar wonnen McPeak en Arce de zilveren medaille achter het Braziliaanse duo Jackie Silva en Sandra Pires.

#### 1998 tot en met 2001
Het daaropvolgende seizoen waren McPeak en Arce actief op acht internationale toernooien. Bij de reguliere FIVB-toernooien haalden ze driemaal het podium; in Dalian werden ze tweede en in Toronto en Osaka derde. Daarnaast won het duo de bronzen medaille bij de Goodwill Games in New York nadat ze de troostfinale gewonnen hadden van Laura Bruschini en Annamaria Solazzi uit Italië. In 1999 speelde ze met verschillende partners vijf wedstrijden in de AVP Tour. Ze eindigde tweemaal op plaats drie – in Clearwater met Reno en in Chicago met Gabrielle Reece. Daarnaast won ze het Queen of the Beach-toernooi. Met Reno werd ze in de mondiale competitie verder negende in Acapulco en eerste in Toronto. Met Reece nam ze deel aan de WK in Marseille. Ze verloren in de eerste ronde van het Duitse duo Ulrike Schmidt en Gudula Staub en werden in de herkansing vervolgens uitgeschakeld door Pauline Manser en Kerri Pottharst uit Australië. Na afloop speelde ze twee wedstrijden in de World Tour met Reece en Karolyn Kirby, waarna ze een team vormde met Misty May. Het duo eindigde in november dat jaar bij het World Tour-toernooi in Salvador als negende.
Het seizoen daarop speelden ze negen wedstrijden op mondiaal niveau waarbij ze niet lager eindigde dan de vijfde plaats. Er werd tweemaal gewonnen (Chicago en Berlijn) en viermaal een tweede plaats behaald (Rosarito, Toronto, Gstaad en Dalian). Ze kwalificeerden zich daarmee voor de Olympische Spelen in Sydney. McPeak en May bereikten daar een vijfde plaats nadat ze de kwartfinale verloren hadden van de Braziliaanse Sandra Pires en Adriana Samuel. Na afloop van de Spelen wonnen ze bovendien het toernooi van Fortaleza. In april 2001 eindigde het duo als derde bij het Open-toernooi van Macau waarna de twee uit elkaar gingen en McPeak voor de rest van het seizoen opnieuw partnerde met Arce. Internationaal nam het tweetal deel aan zes reguliere FIVB-toernooien waar ze telkens de kwartfinale bereikten; in Marseille eindigden ze bovendien als derde. Bij de WK in Klagenfurt werden ze in de zestiende finale uitgeschakeld door Kerri Walsh en May en bij de Goodwill Games in Brisbane behaalden ze de vijfde plaats. In de AVP Tour speelde het duo vier wedstrijden met een overwinning in Hermosa Beach en tweede plaatsen in Muskegon en Manhattan Beach als resultaat. In november eindigde McPeak met Walsh verder als tweede bij het Open-toernooi van Fortaleza.

#### 2002 tot en met 2004
Van 2002 tot en met 2004 vormde McPeak een team met Elaine Youngs. Het eerste seizoen won het duo vijf (Huntington Beach, Hermosa Beach, Santa Barbara, Belmar en Las Vegas) van de zeven toernooien in de binnenlandse competitie waar het aan deelnam. Bij de twee resterende toernooien (Manhattan Beach en Chicago) eindigden ze als tweede. Internationaal speelden ze acht wedstrijden waarbij ze niet lager eindigden dan een vijfde plaats. McPeak en Youngs wonnen in Stavanger, Marseille, Rodos en Vitória. Daarnaast eindigden ze als tweede in Maoming en werden ze derde in Montreal en Klagenfurt. Het daaropvolgende jaar deed het tweetal in aanloop naar WK in Rio de Janeiro mee aan zes FIVB-toernooien met een tweede plaats in Berlijn als beste resultaat. In Rio bereikte het duo de kwartfinale waar ze werden uitgeschakeld door de Braziliaanse Shelda Bede en Adriana Behar. In de AVP Tour speelden ze negen wedstrijden met een eerste plaats (San Diego), zeven tweede plaatsen (Fort Lauderdale, Hermosa Beach, Belmar, Manhattan Beach, Huntington Beach, Chicago en Las Vegas) en een derde plaats (Tempe) als resultaat.
In 2004 namen McPeak en Youngs deel aan tien toernooien in het Amerikaanse circuit en eindigden ze bij elk van die toernooien op het podium. In Manhattan Beach, San Diego, Belmar en Hermosa Beach werd gewonnen, terwijl ze in Fort Lauderdale, Tempe, Las Vegas en Santa Barbara als tweede en in Austin en Chicago als derde eindigden. In de World Tour speelde het tweetal zeven wedstrijden met twee overwinningen (Shanghai en Stavanger), een tweede plaats (Rodos) en twee derde plaatsen (Gstaad en Berlijn) als resultaat. Bij de Olympische Spelen in Athene bereikten McPeak en Youngs de halve finale die ze verloren van Walsh en May. In de troostfinale waren ze vervolgens te sterk voor het Australische duo Natalie Cook en Nicole Sanderson, waardoor ze de bronzen medaille wonnen.

#### 2005 tot en met 2009
Het jaar daarop partnerde McPeak met Jennifer Kessy. Het tweetal deed mee aan dertien toernooien in de AVP Tour en behaalde daarbij elf podiumplaatsen. In Santa Barbara en Honolulu werden ze tweede en bij negen andere toernooien werden ze derde. Internationaal namen ze deel aan de WK in Berlijn en drie andere toernooien met als beste resultaat een zevende plaats bij de Grand Slam van Klagenfurt. In Berlijn verloren ze in de tweede ronde van het Cubaanse duo Dalixia Fernández en Tamara Larrea waarna ze in de herkansing werden uitgeschakeld door Antje Röder en Helke Claasen uit Duitsland. In 2006 speelde McPeak samen met Nicole Branagh. Het duo was actief op veertien toernooien in de Amerikaanse competitie en behaalde daarbij twee tweede (Sacramento en Birmingham) en vijf derde plaatsen (Huntington Beach, Seaside Heights, Atlanta, Chicago en Manhattan Beach). In de World Tour namen ze deel aan vijf toernooien met als beste resultaat een vijfde plaats in Gstaad. Met Dianne DeNecochea werd ze verder derde bij het AVP-toernooi in Mason en speelde ze drie internationale wedstrijden. Daarnaast kwam McPeak met Logan Tom uit op twee toernooien in de AVP Tour.
Het daaropvolgende seizoen nam McPeak in totaal deel aan zestien toernooien in het nationale circuit waarvan tien met Tom. Het beste resultaat werd behaald in Louisville met een tweede plaats. Van de overige zes wedstrijden speelde ze er twee met Brittany Hochevar, drie met Jennifer Fopma (derde plaats in Mason) en één met Lauren Fendrick. Met Tom nam McPeak in Parijs en Stavanger verder deel aan haar laatste toernooien in de World Tour. In 2008 vormde McPeak een team met Angie Akers in de AVP Tour. Bij zeventien toernooioptredens kwamen ze tot drie derde plaatsen (Atlanta, Long Beach en San Diego). Het seizoen daarop nam ze met Jenny Kropp deel aan drie binnenlandse toernooien en speelde ze met Walsh in Chicago haar laatste professionele beachvolleybalwedstrijd. Datzelfde jaar werd McPeak opgenomen in de Volleyball Hall of Fame.

## Palmares

### Zaal
Kampioenschappen
- 1990:  NCAA-kampioenschap

### Beach
Kampioenschappen
- 1996: 5e OS
- 1997:  WK
- 1998:  Goodwill Games
- 2000: 5e OS
- 2003: 5e WK
- 2004:  OS

FIVB World Tour
- 1995:  Clearwater Open
- 1995:  Hermosa Beach Open
- 1995:  Busan Open
- 1995:  Osaka Open
- 1995:  Espinho Open
- 1995:  Bali Open
- 1995:  Brisbane Open
- 1995:  Santos Open
- 1996:  World Series Hermosa Beach
- 1996:  World Series Busan

- 1996:  Grand Slam Carolina
- 1997:  Rio de Janeiro Open
- 1997:  Melbourne Open
- 1997:  Pescara Open
- 1997:  Marseille Open
- 1997:  Busan Open
- 1997:  Salvador Open
- 1998:  Toronto Open
- 1998:  Osaka Open
- 1998:  Dalian Open
- 1999:  Toronto Open
- 2000:  Rosarito Open
- 2000:  Toronto Open
- 2000:  Gstaad Open
- 2000:  Grand Slam Chicago
- 2000:  Berlijn Open
- 2000:  Dalian Open

- 2000:  Fortaleza Open
- 2001:  Macau Open
- 2001:  Grand Slam Marseille
- 2001:  Fortaleza Open
- 2002:  Stavanger Open
- 2002:  Montreal Open
- 2002:  Grand Slam Marseille
- 2002:  Rodos Open
- 2002:  Grand Slam Klagenfurt
- 2002:  Maoming Open
- 2002:  Vitória Open
- 2003:  Grand Slam Berlijn
- 2004:  Rodos Open
- 2004:  Shanghai Open
- 2004:  Gstaad Open
- 2004:  Grand Slam Berlijn
- 2004:  Stavanger Open